# Bonerate jezik
Bonerate jezik (ISO 639-3: ISO 639-3: bna), austronezijski jezik koji se govori na jugu Celebesa i otocima Bonerate, Madu, Kalaotoa i Karompa. Podklasificiran je muna-butonskoj podskupini tukangbesi-bonerate, u koju su uključena još dva jezika, tukang besi sjeverni [khc] i tukang besi južni [bhq] (Indonesia (Sulawesi)) 
9.500 govornika (1987 SIL). Leksički mu je najbliži tukang besi južni 79%–81%. Postoje dva dijalekta nazvana po otocima boneratski i boneratski.

## Vanjske poveznice
- Ethnologue (14th)
- Ethnologue (15th)